# هومیتا (آمازوناس)
هومیتا (به پرتغالی: Humaitá) یک منطقهٔ مسکونی در برزیل است که در آمازوناس (برزیل) واقع شده‌است. هومیتا ۳۳٬۰۷۱٫۶۶۷ کیلومتر مربع مساحت و ۵۶٬۱۴۴ نفر جمعیت دارد و ۹۰ متر بالاتر از سطح دریا واقع شده‌است.